# Traian Dudaș
Traian Dudaș (* 20. November 1927 in Rieni, Kreis Bihor) ist ein ehemaliger rumänischer Politiker der Rumänischen Kommunistischen Partei PCR (Partidul Comunist Român) und Diplomat, der unter anderem zwischen 1974 und 1979 Minister für Verkehr und Telekommunikation (Ministrul transporturilor și telecomunicațiilor) sowie von 1980 bis 1986 Botschafter in der Sowjetunion war.

## Leben

### Ingenieur, Universitätsdozent und Parteifunktionär
Traian Dudaș absolvierte zwischen 1942 und 1946 eine Berufsausbildung zum Schlosser im Depot der Staatlichen Eisenbahngesellschaft CFR (Căile Ferate Române) in Arad und war nach deren Abschluss zwischen 1946 und 1949 als Schlosser im CFR-Depot in Oradea. Während dieser Zeit wurde er 1947 Mitglied der damaligen Kommunistischen Partei Rumäniens PCdR (Partidul Comunist din Romania) und besuchte zwischen 1949 und 1951 die Sonderschule für Kader der CFR. Im Anschluss begann er 1951 ein Studium an der Fakultät für Maschinenbau des Polytechnischen Instituts Bukarest, das er 1956 als Maschinenbauingenieur beendete. Während des Studiums wurde er im August 1954 Mitglied des Büros des Zentralrates der Kommunistischen Jugendorganisation UTM (Uniunea Tineretului Muncitor) und lehrte nach Abschluss seines Studiums zwischen 1956 und 1965 Universitätsdozent und Inhaber des Lehrstuhls Verbrennungsmotoren für den Schienenverkehr der Fakultät für Verkehrswesen am Polytechnischen Instituts Bukarest. Zugleich war er zwischen dem 2. Juli 1956 und dem 14. Januar 1957 Sekretär des Stadtkomitees der nunmehrigen Rumänischen Arbeiterpartei PMR (Partidul Muncitoresc Român) von Bukarest und vom 14. Januar 1957 bis 1958 Ingenieurpraktikant im CFR-Depot von Bukarest. Er war bis zum 14. August 1958 Leiter des Bukarester Automobildepots sowie im Anschluss zwischen dem 14. August 1958 und dem 25. Oktober 1965 erneut Sekretär des Bukarester Stadtparteikomitees und wurde zugleich am 6. Januar 1965 Mitglied der Zentralen Wahlkommission (Comisia Electorală Centrală).
Auf dem Neunten Parteitag der PCR (19. bis 24. Juli 1965) wurde Dudaș Mitglied der Zentralen Revisionskommission (ZRK) der PCR und gehörte diesem Gremium bis zum Zehnten Parteitag der PCR (6. bis 12. August 1969) an. Er war von 25. Oktober bis zum 30. Dezember 1965 kurzzeitig Leiter der Abteilung für Wissenschaft und Kunst und daraufhin zwischen dem 30. Dezember 1965 und dem 9. Februar 1968 Generalsekretär des Exekutivbüros des Nationalrates für wissenschaftliche Forschung, ehe er vom 9. Februar 1968 bis zum 20. März 1969 den Posten als Leiter der Staatlichen Inspektion für Arbeitsschutz im Arbeitsministerium im Rang eines stellvertretenden Ministers bekleidete. Im Anschluss fungierte er zwischen 20. März 1969 und dem 18. Dezember 1972 in Personalunion als Erster Sekretär des Parteikomitees sowie zugleich als Vorsitzender des Exekutivkomitees des Volksrates im Kreis Mehedinți. Auf dem Zehnten Parteitag der PCR (6. bis 12. August 1969) wurde er zunächst Kandidat des ZK der PCR sowie auf einem ZK-Plenum am 21. Juli 1972 Mitglied des ZK der PCR, dem er nach seinen Wiederwahlen auf den folgenden Parteitagen bis zum Vierzehnten Parteitag der PCR (20. bis 24. November 1989) angehörte.

### Staatssekretär, Minister und Botschafter in der Sowjetunion
Traian Dudaș, der 1972 einen Doktortitel am Polytechnischen Institut Bukarest erworben hatte, bekleidete zwischen dem 18. Dezember 1972 und dem 30. März 1974 im Kabinett Maurer V das Amt als Staatssekretär im Ministerium für die Schwermaschinenbauindustrie (Ministrul secretar de stat la Ministerul Construcțiilor de Mașini Grele) und wurde am 9. März 1974 zudem Mitglied des Nationalen Rates für Umweltschutz. Am 30. März 1974 wurde er als Minister für Verkehr und Telekommunikation (Ministrul transporturilor și telecomunicațiilor) in das Kabinett Mănescu I berufen und bekleidete dieses Ministeramt auch im folgenden Kabinett Mănescu II (18. März 1975 bis 30. März 1979) sowie vom 30. März 1979 bis zu seiner Ablösung durch Vasile Bulucea am 27. Oktober 1979 auch im Kabinett Verdeț I. 1975 wurde er für die PCR Mitglied der Großen Nationalversammlung (Marea Adunare Națională) und gehörte dieser als Vertreter des Wahlkreises Nr. 9 Balș im Kreis Olt bis 1980 an. Er wurde am 3. November 1976 außerdem Mitglied der Kommission für Probleme der Partei- und Staatskader beim ZK der PCR.
Nach seinem Ausscheiden aus der Regierung löste Dudaș am 2. Februar 1980 Gheorghe Badrus als außerordentlicher und bevollmächtigter Botschafter in der Sowjetunion ab und verblieb auf diesem diplomatischen Posten bis zum 30. Oktober 1986, woraufhin Nicolae Ion dieses Amt übernahm. Zuletzt war er nach seiner Rückkehr zwischen dem 17. Januar und dem 14. September 1987 noch Staatssekretär im Ministerium für Außenhandel und internationale wirtschaftliche Zusammenarbeit.

### Ehrungen und Auszeichnungen
Für seine langjährigen Verdienste wurde Traian Dudaș mehrfach ausgezeichnet und erhielt unter anderem 1959 den Orden der Arbeit Dritter Klasse (Ordinul Muncii), 1964 den Orden 23. August Vierter Klasse (Ordinul 23. August), 1965 den Orden der Arbeit Zweiter Klasse, 1966 den Orden Tudor Vladimirescu Fünfter Klasse (Ordinul Tudor Vladimirescu), 1971 den Stern der Sozialistischen Republik Rumänien Dritter Klasse (Ordinul Steaua Republicii Socialiste România), 1972 den Orden 23. August Zweiter Klasse sowie 1974 den Orden der Arbeit Erster Klasse.